# Walter Tomsen
Walter Tomsen, född 4 mars 1912 i Kiev, död 30 december 2000 i Southbury i Connecticut, var en amerikansk sportskytt.
Tomsen blev olympisk silvermedaljör i gevär vid sommarspelen 1948 i London.